# Partido Conservador de Japón
El Partido Conservador de Japón (日本保守党 Nippon Hoshutō?) es un partido conservador, ultranacionalista japonés y populista de derecha en Japón. Fue fundado por el novelista Naoki Hyakuta y la periodista Kaori Arimoto en 2023, tras la aprobación de la Ley de Promoción del Entendimiento LGBT. El partido afirma "proteger la política nacional y la cultura tradicional de Japón" y a menudo se caracteriza por oponerse a la inmigración, ser xenófobo y utilizar una retórica históricamente revisionista. Los dirigentes del partido a menudo hacen comentarios discriminatorios hacia los extranjeros y las minorías sexuales, además de negar los crímenes de guerra japoneses cometidos antes y durante la Segunda Guerra Mundial, como la Masacre de Nankín.
El partido está catalogado como una entidad de derecha alternativa dentro del espectro político de Japón debido a sus orígenes en el discurso político en línea y al predominio de internautas de derecha entre sus miembros. Fundado por comentaristas políticos de Internet, la dependencia del partido del activismo digital y la propagación de sus puntos de vista en espacios en línea solidifican su reputación como una manifestación del movimiento de extrema derecha en Japón. El partido ha sido el partido político japonés más seguido en X (anteriormente Twitter) desde septiembre de 2023.
El partido se opone a los derechos LGBT en Japón, a la inmigración, y a la igualdad de género. Apoya el chovinismo del bienestar, la revisión de la constitución, y una política exterior más fuerte contra China y Corea del Norte. El Asahi Shimbun ha señalado que el partido obtiene su apoyo de individuos anteriormente afiliados al Partido Liberal Democrático (PLD) pero que se sintieron insatisfechos con las políticas moderadas del líder del partido y primer ministro Fumio Kishida.

## Historia

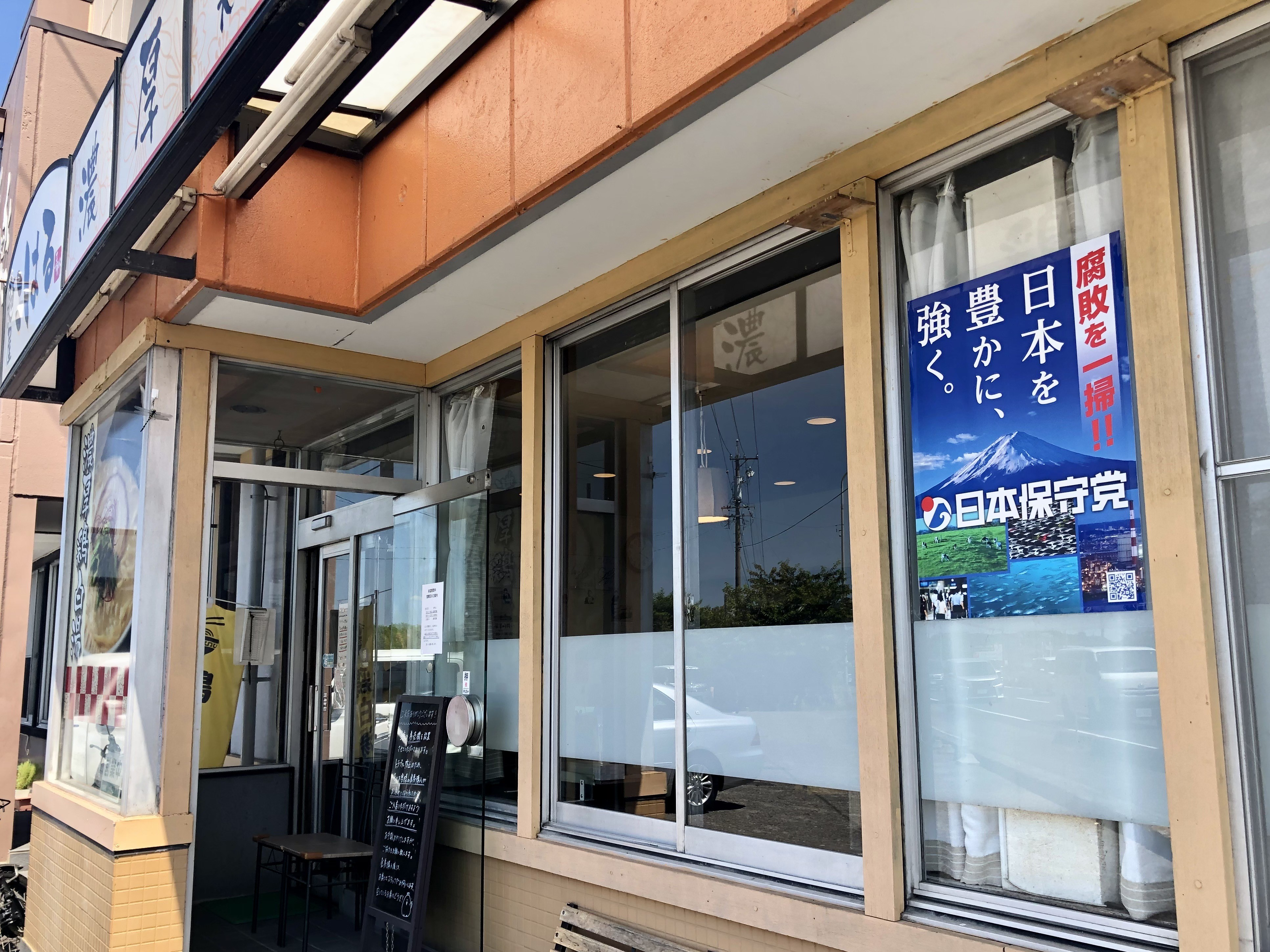
Cartel del Partido Conservador de Japón

El 12 de junio de 2023, el novelista y comentarista político de derecha Naoki Hyakuta declaró que se postularía para la Cámara de Representantes y formaría un nuevo partido si se aprobaba la Ley de Promoción de la Comprensión LGBT, que en el momento de su declaración todavía estaba en deliberaciones y debate en la Dieta Nacional. Cuatro días después, el 16 de junio, la Cámara de Representantes aprobó el proyecto de ley en cuestión y lo promulgó. Como resultado, anunció la formación del partido junto con la periodista y comentarista política de derecha Kaori Arimoto. El partido fue lanzado el 1 de septiembre de 2023 con un nombre provisional "Nuevo Partido Hyakuta" (en japonés: 百田新党), al tiempo que aclaró que las actividades oficiales están programadas para comenzar en octubre de 2023. El 2 de septiembre de 2023, el líder del partido Hyakuta anunció que revelaría el nombre oficial del partido si la cuenta oficial X del partido alcanzaba los 200.000 seguidores. El 13 de septiembre de 2023, la cuenta antes mencionada alcanzó su objetivo de 200.000 seguidores, y se anunció el nombre oficial del partido, "Partido Conservador de Japón".
El 14 de septiembre de 2023, Kosaka Eiji [ja], un miembro anteriormente independiente de la Asamblea de la ciudad de Arakawa , se unió al Partido Conservador, lo que le dio al partido su primer escaño en las asambleas locales. El 17 de octubre de 2023, durante la primera conferencia de prensa del partido, se anunció que el partido regional Genzei Nippon con sede en Nagoya se fusionará con el partido a nivel nacional, y su fundador y líder Takashi Kawamura, también alcalde en ejercicio de Nagoya, se convertirá en el líder adjunto del partido.

## Ideología y políticas
El partido se afirma como una alternativa más derechista al PLD y al Partido de Innovación de Japón,  los dos principales partidos conservadores de la política japonesa. El partido se formó después de que surgiera el descontento hacia el PLD tras la elección de Fumio Kishida como primer ministro y presidente del PLD en 2021 y la muerte del ex primer ministro y presidente del PLD Shinzo Abe.
El partido se opone al matrimonio entre personas del mismo sexo. Apoya la revisión de la Ley de Entendimiento LGBT, incluida la eliminación de disposiciones relativas a la educación LGBT para niños.

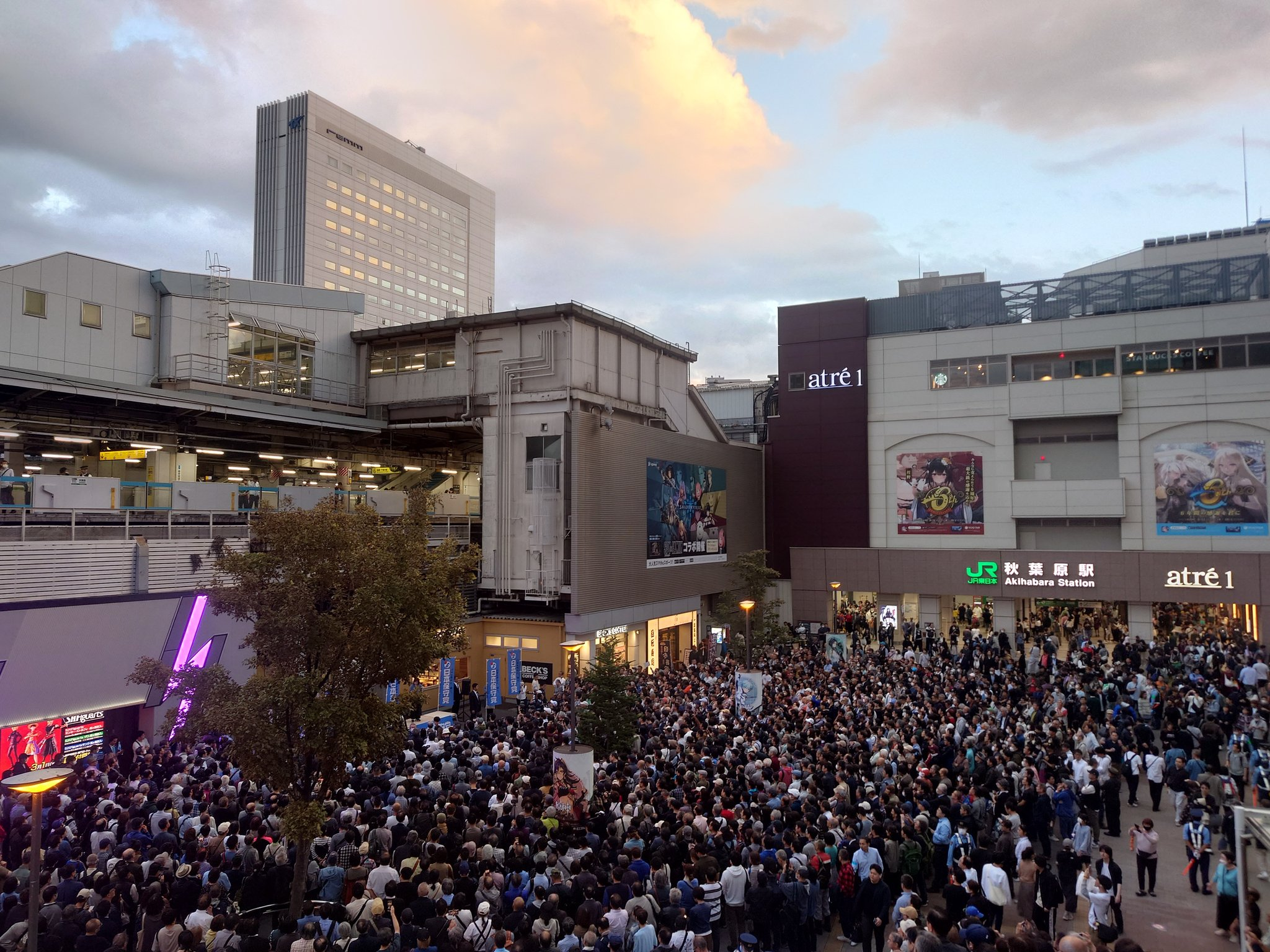
Manifestación callejera del Partido Conservador en la estación de Akihabara, Tokio, el 21 de octubre de 2023.

El partido está a favor de revisar el Artículo 9 de la Constitución japonesa, como por ejemplo eliminar la Sección 2, que prohíbe a Japón tener una fuerza militar permanente. El partido está a favor de ampliar las sanciones contra Corea del Norte, como por ejemplo a las organizaciones relacionadas con Chongryon. El partido está a favor de establecer relaciones más fuertes con Taiwán y ha propuesto establecer una contraparte japonesa a la Ley de Relaciones con Taiwán.
El partido se opone a la inmigración, apoyando la revisión de la Ley de Control de la Inmigración y de Refugiados que permite a las autoridades detener y deportar a los refugiados a quienes se les ha negado el asilo. El partido también aboga por la revisión de la política de inmigración del gobierno, como su decisión de ampliar el número de trabajadores extranjeros cualificados específicos y de estudiantes internacionales. El partido está a favor de modificar la Ley del Seguro Médico para tener un sistema de seguro médico separado para los residentes extranjeros.
El partido promete impedir que la política japonesa se convierta en un "negocio familiar", por ejemplo reduciendo los ingresos anuales de los miembros de la Dieta y de los concejales locales a salarios comparables a los de los ciudadanos comunes.

## Partidarios
El principal origen del apoyo del partido proviene de los internautas japoneses, particularmente los de derecha. Los fundadores del partido, Hyakuta y Arimoto, son figuras influyentes en la derecha de Internet de Japón como comentaristas políticos, y tienen un seguimiento activo en varias redes sociales y plataformas para compartir videos como YouTube, Twitter y Niconico a través de sus opiniones ultraconservadoras sobre cuestiones sociales y políticas. El partido cuenta con el apoyo de los conservadores que se han sentido decepcionados con el estado actual del Partido Liberal Democrático desde que el primer ministro Fumio Kishida tomó el poder en 2021, alegando que el partido se había vuelto demasiado indulgente en cuestiones como los derechos LGBT, la inmigración y la política exterior. Los funcionarios del Partido Liberal Democrático han expresado su preocupación de que podrían perder votantes ante el Partido Conservador como resultado.
A pesar de la gran presencia del partido en línea, no logra atraer el apoyo de los votantes comunes. Según las encuestas realizadas por la Agencia de Noticias JX en octubre de 2023, el 74,8% no sabía de la existencia del partido, el 18,4% respondió que sabía de la existencia del partido pero no votará por ellos, y solo el 6,9% respondió que sabía de la existencia del partido y planea votar por ellos. Según las mismas encuestas, la mayoría de los partidarios del partido son hombres de entre 50 y 60 años, y una gran fracción de los encuestados que respondieron que apoyarán al partido votaron anteriormente por Sanseitō, un partido de extrema derecha, y el Partido Democrático para el Pueblo, un partido de centroderecha en elecciones pasadas.

## Controversia

### Sentimiento anticoreano

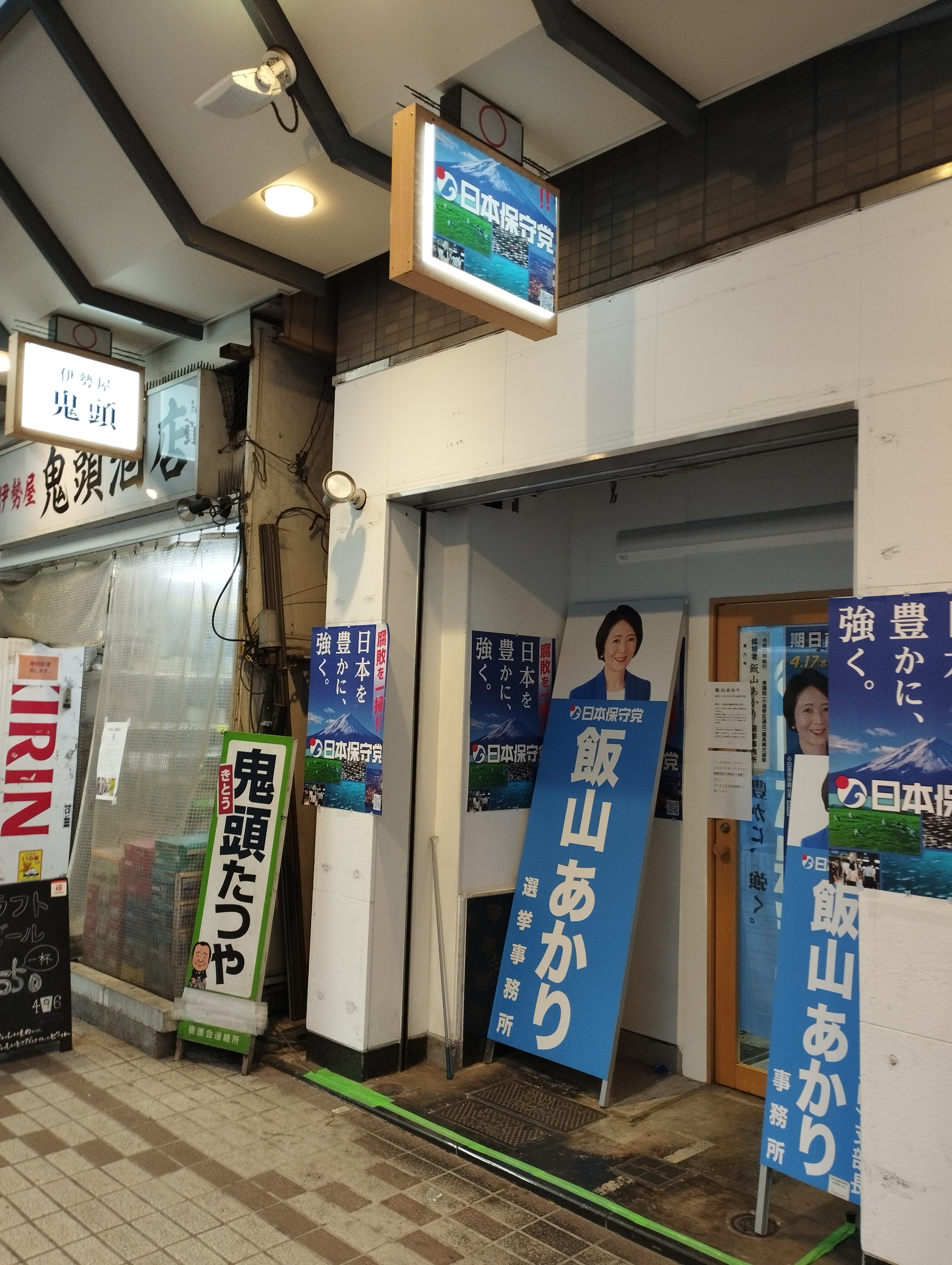
Oficina del Partido Conservador en Kōtō.

El 30 de octubre de 2023, el líder del partido Hyakuta y el secretario general Arimoto hicieron comentarios despectivos contra el pueblo coreano en una transmisión en vivo de Niconico, y ambos afirmaron que "el pueblo coreano es escoria humana" y "quiero romper las relaciones diplomáticas con Corea del Sur e ir a la guerra".

### Discriminación de minorías sexuales
El partido participó en las elecciones parciales de 2024 en el distrito 15 de Tokio con el investigador y activista islámico Akari Iiyama como candidato. Como resultado, varios de sus partidarios de varias regiones, a pesar de no ser electores del distrito, participaron activamente en las manifestaciones callejeras y los discursos de campaña del partido. Sin embargo, la defensa del sentimiento y la retórica anti-LGBT por parte del partido resultó en la distribución de folletos y carteles, así como discursos por megáfono que contenían comentarios discriminatorios contra las minorías sexuales en todo el distrito en el contexto de la campaña. Como resultado, el grupo activista local Crossover Koto condenó al partido, afirmando que sentían "ira, ansiedad y una sensación de impotencia". El grupo también destacó los casos en los que los miembros de la comunidad LGBT de la ciudad no pudieron salir de sus residencias por miedo. El partido obtuvo el 14,2% de los votos y quedó en cuarto lugar.

### Negación de los crímenes de guerra japoneses
Hyakuta ha negado a menudo los crímenes de guerra japoneses cometidos antes y durante la Segunda Guerra Mundial, en particular la Masacre de Nankín. Cuando hizo las mismas declaraciones durante su mandato como gobernador de la Japan Broadcasting Corporation (NHK) en 2014, atrajo la atención internacional, lo que llevó a su dimisión un año después.
Kawamura también hizo comentarios similares durante su mandato como alcalde de Nagoya, lo que provocó que la ciudad de Nankín suspendiera su relación de hermanamiento con Nagoya en 2012.

### Negacionismo histórico
Hyakuta, en una entrevista con Abema TV, intentó justificar la participación de Japón en la Segunda Guerra Mundial, afirmando que Japón "liberó" el sudeste asiático de las manos del imperialismo occidental en ese momento. Más tarde afirmó que si no fuera por Japón, el mundo de hoy sería "similar al infierno" debido a que gran parte de Asia sigue siendo un objeto de las potencias occidentales como colonias hasta el día de hoy.
Hyakuta, como novelista, escribió The Eternal Zero, una novela superventas que luego fue adaptada a una popular película en 2013. La novela y la película fueron criticadas por muchos, incluido el director de Studio Ghibli, Hayao Miyazaki, por glorificar el pasado bélico de Japón.

## Líderes
| Posición                   | Nombre           |
| -------------------------- | ---------------- |
| Líder                      | Naoki Hyakuta    |
| Líder adjunto              | Takashi Kawamura |
| Secretario General         | Kaori Arimoto    |
| Secretario General Adjunto | Ichiro Hirosawa  |

### Lista de líderes
| N.º | Líder ( nacimiento–muerte) | Líder ( nacimiento–muerte) | Distrito electoral | Tomó cargo              | Dejó el cargo | Resultados electorales | Primer ministro (periodo) | Primer ministro (periodo) |
| --- | -------------------------- | -------------------------- | ------------------ | ----------------------- | ------------- | ---------------------- | ------------------------- | ------------------------- |
| 1   | Naoki Hyakuta (n. 1956)    |                            | N/A                | 1 de septiembre de 2023 | Titular       | N/A                    |                           | Kishida 2021–2024         |
| 1   | Naoki Hyakuta (n. 1956)    | Ishiba 2024-presente       | N/A                | 1 de septiembre de 2023 | Titular       | N/A                    |                           |                           |

## Resultados electorales

### Cámara de los Representantes
| Elección | Líder         | Número de candidatos | Asientos | Asientos | Asientos | Posición | Votos por circunscripción | Votos por circunscripción | Votos en bloque del PR | Votos en bloque del PR | Estado    |
| Elección | Líder         | Número de candidatos | N.º      | ±        | Comparte | Posición | N.º                       | Comparte                  | N.º                    | Comparte               | Estado    |
| -------- | ------------- | -------------------- | -------- | -------- | -------- | -------- | ------------------------- | ------------------------- | ---------------------- | ---------------------- | --------- |
| 2024     | Naoki Hyakuta |                      | 3/465    | 3        | 9.º      | 9.º      | 155.837                   | 0,29                      | 1.145.622              | 2,10                   | Oposición |

### Elecciones parciales
| Elección | Líder         | Distrito electoral   | Candidato    | Votos  | %    | Posición | Estado |
| -------- | ------------- | -------------------- | ------------ | ------ | ---- | -------- | ------ |
| 2024     | Naoki Hyakuta | Distrito 15 de Tokio | Akari Iiyama | 24,264 | 14.2 | 4.º      | Perdió |